# BMW 303
Der BMW 303 war ein PKW, den BMW in seinem Werk Eisenach in den Jahren 1933/1934 baute. Er war das erste BMW-Fahrzeug mit Sechszylindermotor und dem Kühlergrill in Nierenform, der bis heute die Wagen der Marke kennzeichnet.

## Geschichte

### Entwicklung
BMW entschied 1931 aufgrund einer Kooperationsvereinbarung mit Daimler-Benz, oberhalb des erfolgreichen BMW 3/20 einen neuen Pkw mit bis zu 1,3 Liter Hubraum und Sechszylindermotor zu entwickeln.

#### Motor
Im Stammwerk München entwarf Max Friz einen für die damalige Zeit sehr fortschrittlichen Motor mit hängenden Ventilen (OHV) sowie einem Motorblock und Zylinderkopf aus einer Aluminiumlegierung; in Eisenach entwarf sein ehemaliger Mitarbeiter Martin Duckstein dagegen eine konventionelle Konstruktion mit stehenden Ventilen (SV-Ventilsteuerung) und nur drei Kurbelwellenlagern. Kurbelgehäuse und Zylinderkopf waren aus Grauguss.
Generaldirektor Popp beauftragte im Sommer 1932 den Versuchsleiter Rudolf Schleicher mit der Beurteilung der konkurrierenden Motorenkonzepte. Daraufhin stellte Schleicher zusammen mit seinem Kollegen Karl Rech einen eigenen Entwurf vor: Motorblock und Zylinderkopf aus kostengünstigem Grauguss, aber mit vier statt drei Kurbelwellenlagern und OHV-Ventilsteuerung. Er wurde von zwei Steigstromvergasern mit Kraftstoff-Luft-Gemisch versorgt. Schleicher und Rech führten dabei das bewährte und erfolgreiche Baukastensystem der BMW-Motorräder in den Pkw-Bau bei BMW ein. Viele Teile waren die gleichen wie beim Vierzylindermotor des BMW 3/20 und daher konnte auf dessen Fertigungsmaschinen auch der Sechszylinder mit bearbeitet werden. Amerikanische Konstruktionsprinzipien des Großserienbaus dienten als Vorbild – immerhin produzierte BMW seit 1928 den Neunzylinder-Flugmotor BMW Hornet, einen Lizenzbau des Pratt & Whitney R-1690.
Hans Nibel, Chefentwickler bei Daimler-Benz und ein guter Freund von Franz Josef Popp, wurde abschließend zu Rate gezogen und entschied sich auf Anhieb für den Entwurf von Schleicher und Rech, der dann umgesetzt wurde.

#### Fahrgestell
Der Chefkonstrukteur Fritz Fiedler, der erst im August 1932 von Horch aus Zwickau zu BMW gewechselt war, fand in Eisenach für den 303 einen neuen Leiterrahmen aus offenen (U-förmigen) Profilen vor, der aber seinen Ansprüchen nicht genügte. Er entwarf in kurzer Zeit eine leichtere Konstruktion mit runden Längsrohren und kastenförmigen Quertraversen. Damit war auch die Grundlage des Fahrgestells für die folgenden Jahre zukunftsweisend.

### Vermarktung
BMW stellte den Typ 303 im Februar 1933 in Berlin auf der 24. Internationalen Automobil- und Motorrad-Ausstellung (IAMA) vor.
Es wurden wahlweise drei Karosserien angeboten: eine 2-türige Limousine mit 4 Sitzplätzen (RM 3600,--), ein 2-türiges Cabriolet mit 4 Sitzplätzen (RM 4400,--) und ein 2-türiges Sportcabriolet mit 2 Sitzen (RM 4600,--).
Nach 2300 gebauten Fahrzeugen kam 1934 mit einem stärkeren Motor der BMW 315 als Nachfolger auf den Markt.
| Produktionszahlen | Jahr | 1933 | 1934 | Summe |
| ----------------- | ---- | ---- | ---- | ----- |
| BMW 303           |      | 1386 | 914  | 2300  |

## Technik

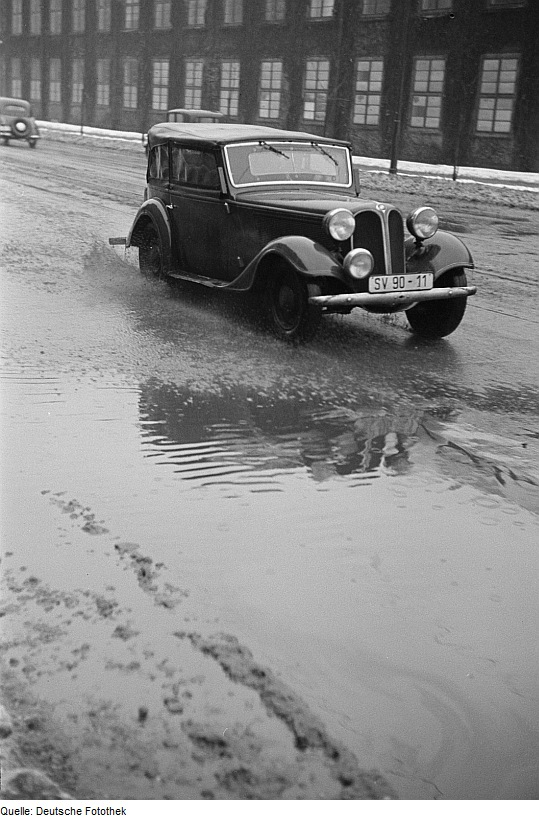
BMW 303 Cabriolet

### Motor und Getriebe
Angetrieben wurden die Fahrzeuge von einem Sechszylinder-Reihenmotor (konstruiert von Rudolf Schleicher) mit 1173 cm³ Hubraum, der bei 4000 min−1 eine Leistung von 30 PS (22 kW) abgab. Die Motorkraft wurde über ein Vierganggetriebe mit Mittelschaltung an die Hinterräder weitergeleitet. Die Höchstgeschwindigkeit lag bei 90 km/h.

### Karosserie und Fahrgestell
Die Vorderräder waren einzeln aufgehängt: die Doppelquerlenkerachse bestand aus einer oberen Querblattfeder und Dreieckslenkern unten, die starre Hinterachse wurde an halbelliptischen Längsblattfedern geführt. Alle Räder hatten mechanisch (Seilzug) betätigte Trommelbremsen.